# Herr Seele
Herr Seele, seudónimo de Peter van Heirseele,  es un dibujante de cómics, escritor, presentador y coleccionista de pianos flamenco. Se le conoce sobre todo por Cowboy Henk, un cómic de humor absurdo que se publicó hasta el 2011 en el semanario Humo.

## Biografía
Van Heirseele nació en Torhout, Bélgica en 1959 y cursó estudios en el Sint-Jozefsinstituut. Cuando tenía dieciséis años, ingresó en la Academia de Gante para las Bellas Artes, donde terminó su formación de secundaria y cursó un año de escultura, a continuación se formó para afinar y reparar pianos en la Escuela Ystrad Mynach de Gales y en Florencia (Italia), aprendió a renovarlos.

## Carrera profesional
En 1981 empezó a dibujar Cowboy Henk  con Kamagurka, utilizando por primera vez el seudónimo Herr Seele.
Cowboy Henk  se ha publicado en varios países, Estados Unidos (RAW  y Dessert Island), en Francia (Fluide Glacial, Hara Kiri y Frémok), Finlandia (Huuda Huuda), Suecia (Placebo), Dinamarca (Forlaens Forlaget), Noruega (No Comprendo Press) y España (Autsaider Cómics).
Su carrera como dibujante de cómic obtiene su máximo reconocimiento en 2014 cuando recibe, junto a Kamagurka, el Premio del Patrimonio del Festival de Cómic de Angulema.
En 1983, Herr Seele comienza a actuar para la televisión, siendo su primer programa Sfeervol Bullshitten, que fue escrito por Kamagurka.
Continuó a lo largo de 1985 con una serie de 20 partes, llamada Kamagurka en Herr Seele,  escrita por el dúo para la Dutch VPRO. A estos primeros éxitos, otros espectáculos siguieron como Johnnywood, Wees Blij Met Wat Je hebt, Lava y Bob & George.

## Colección de pianos
Herr Seele es poseedor de una de las más famosas colecciones de los primeros pianos de la historia. Se conserva en Ostende y contiene más de 200 instrumentos.